# 刺击

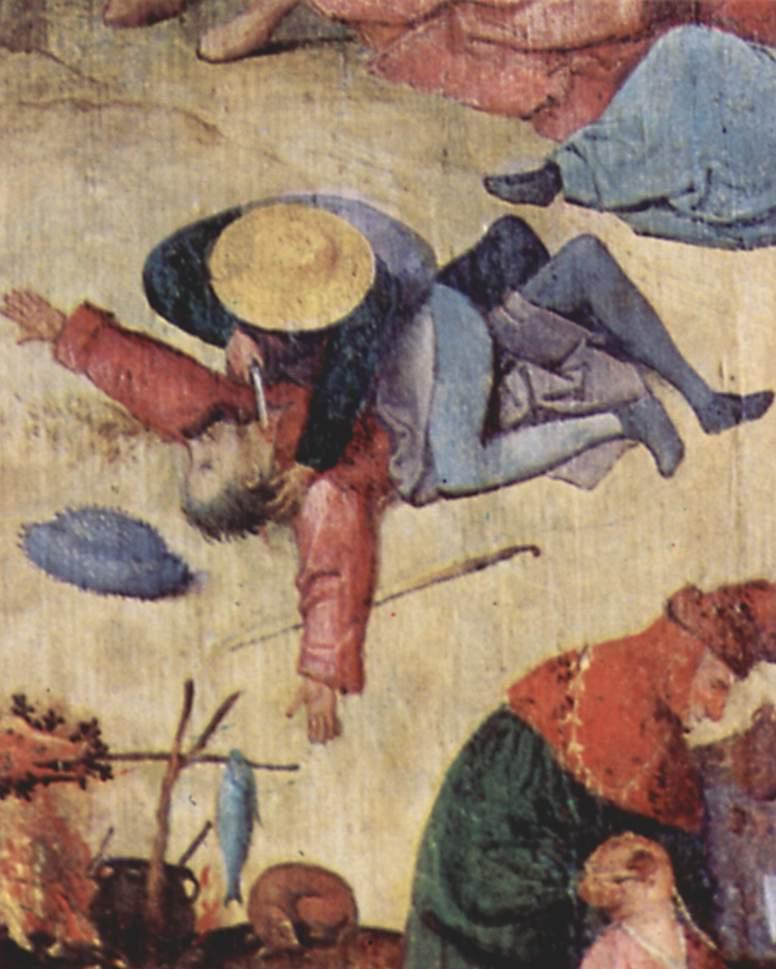
A detail from The Haywain Triptych by Hieronymus Bosch

刺击或刺伤是指在近距离范围内使用锋利或尖锐的物体对目标进行刺入或暴力性接触的动作。对某人或某物的刺击通常意味着有目的的行为，例如刺客或杀人犯，但亦可能是不小心刺伤自己或他人。刺击与砍击或切击的不同之处在于刺击中使用的物体的运动通常垂直于攻击目标并直接插入其中，而没有划过或切开目标的动作。
刺击行为在帮派和监狱中很常见，因为刀具便宜、易于获得（或制造）、易于隐藏且相对有效。